# Рошка, Марчел
Марчел Рошка (рум. Marcel Roşca, р. 18 октября 1943) — румынский стрелок, призёр Олимпийских игр. Заслуженный мастер спорта Румынии.

## Биография
Родился в 1943 году в Бухаресте.
В 1964 году принял участие в Олимпийских играх в Токио, но стал лишь 6-м.
В 1966 году стал серебряным призёром чемпионата мира.
В 1968 году завоевал серебряную медаль на Олимпийских играх в Мехико, в этом же году окончил Институт театра и кино «И. Л. Караджале», после чего поступил на службу в полицию.
В 1970 году опять стал серебряным призёром чемпионата мира.
Впоследствии стал певцом Румынской национальной оперы, а в 1984 году сбежал в ФРГ, где за свою деятельность на театральном поприще был удостоен почётного звания «Каммерзенгер».